# Utah (teritoriu SUA)

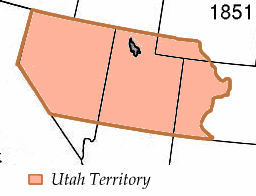
Utah Territory în 1851, la maxima sa întindere geografică

Teritoriul Utah, conform originalului, [The] Utah Territory, a fost un teritoriu organizat al Statelor Unite ale Americii care a existat între  1850 și 1896.
Teritoriul Utah a fost organizat printr-un Act al Congresului Statelor Unite în ziua de 9 septembrie 1850, aceeași zi în care Statul California a fost admis în Uniune ca cel de-al treizecișiunulea stat al acesteia.

## Crearea teritoriului

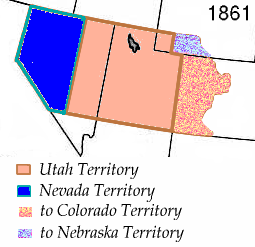
Utah Territory în 1861, după organizarea Teritoriului Nevada.

Crearea teritoriului a fost o parte a actului politic intern al Statelor Unite numit Compromise of 1850 care căuta să păstreze echilibrul balanței puterii dintre statele care doreau/acceptau sclavia (conform formulării originare, slave states) și cele care nu o acceptau (conform formulării originare, free states).   Cu excepția unei zone restrânse din jurul izvoarelor râului Colorado din statul Colorado de astăzi, toată suprafața teritoriului a fost achiziționată în anul 1848 prin acordul dintre Mexic și Statele Unite numit Mexican Cession (Achiziționarea/Cedarea/Cesiunea mexicană).
Crearea Utah Territory a fost în parte rezultatul petiției trimisă Congresului Statelor Unite de pionierii mormoni care se stabiliseră în valea lacului Great Salt Lake începând cu 1847.  Mormonii, sub conducerea lui Brigham Young, trimiseseră o petiție Congresului pentru a intra în Uniune direct ca un stat al acesteia, Statul Deseret, având capitala la Salt Lake City și având o extindere geografică care cuprindea întreg Marele Bazin și toată zona care coincidea cu bazinul hidrografic al Colorado River, incluzând integral sau părți din nouă state de astăzi ale Statelor Unite.  Pionierii mormoni scriseseră și o constituție în 1849, bazată pe constituția lor anterioară pe care o avuseseră când se relocalizseră în statul Iowa.  Ca atare, Statul Deseret al mormonilor a devenit de facto guvernul oficial al Marelui Bazin la timpul creării Teritoriului Utah.

## Creșterea și dezvoltarea teritoriului
Ca urmare a organizării zonei ca teritoriu, Young a fost inaugurat ca primul său guvernator în 9 februarie 1851.  În prima sesiune a legislaturii teritoriale, care a avut loc în octombrie al aceluiași an, legislatura a adoptat legi și ordonanțe care fuseseră anterior votate și intrate în funcțiune datorită emiterii lor de către Ansamblul General al Statului Deseret (în engleză, în original, the General Assembly of the State of Deseret.

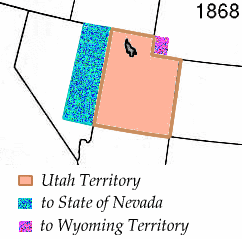
Utah Territory în 1868

Guvernarea teritoriului de către mormoni a fost controversată și, respectiv privită cu multă suspiciune de către restul națiunii.  Motivul principal invocat a fost practicarea poligamiei, a cărui descriere (făcută de multe ori în tușă groasă) era continuu alimentată de reluări repetate ale subiectului în diferite ziare din Statele Unite.  De fapt, practicarea poligamiei însăși fusese cauza majoră a deplasării mormonilor de la est spre vest, după încercări infructuoase de așezare în estul și centrul țării, urmate în final de lungul exod spre zona orașului de mai târziu Salt Lake City, unde au rămas permanent.
Deși mormonii erau majoritari în zona bazinului Great Salt Lake, partea sa vestică a început să atragă tot mai mulți coloniști ne-mormoni.  În 1861, ca o consecință parțială a acestei tendințe, Teritoriul Nevada (conform numelui originar, Nevada Territory) a fost creat.  În același an, o porțiune însemnată a zonei estice a teritoriului inițial a fost reorganizată sub forma unei noi entități teritoriale, Teritoriul Colorado (conform numelui originar, Colorado Territory).
Realizarea primei căi ferate trans-continentale, în 1869, care urma să facă joncțiunea între segmentele estice și vestice ale acesteia în partea nordică a Teritoriului Utah nu a fost inițial privită ca fiind de importanță majoră, mai ales de către mormoni.  Ba chiar mai mult, celebra ceremonie de a adăuga ca ultimă șină de cale ferată una realizată în întregime din aur, conectând tronsoanele estic și cel vestic, a fost boicotată de autoritățile oficiale.  Motivul esențial era frica liderilor mormoni de intruziune a lumii exterioare în "lumea lor", frică devenită realitate odată cu accesibilitatea zonei Marelui Bazin, respectiv a zonei Great Salt lake, considerată cândva greu accesibilă.
Controversele numeroase, continuu alimentate de dominanța religiei mormone din zona Marelui Bazin a Teritoriului Utah, au fost considerate de-a lungul timpului ca principala frână în dobândirea statutului de stat al Uniunii a Teritoriului.  Astfel între constituirea Teritoriului Utah la 9 septembrie 1850 și acceptarea sa ca stat al Uniunii, [The] State of Utah, la 4 ianuarie 1896, trecuseră aproape 46 de ani, comparativ cu Nevada, căreia îi trebuiseră "numai" trei ani (1861 - 1864) ca să devină stat al Uniunii sau cu Colorado, care avusese nevoie de "doar" de 15 ani (1861 -1876).